# Los Lindos
Los Lindos är en ort i Mexiko.   Den ligger i kommunen Villa Purificación och delstaten Jalisco, i den sydvästra delen av landet, 600 km väster om huvudstaden Mexico City. Los Lindos ligger 140 meter över havet och antalet invånare är 140.
Terrängen runt Los Lindos är varierad. Los Lindos ligger nere i en dal. Runt Los Lindos är det mycket glesbefolkat, med 6 invånare per kvadratkilometer. Det finns inga andra samhällen i närheten. I omgivningarna runt Los Lindos växer i huvudsak lövfällande lövskog.